# LLR
LLR (Lunar Laser Ranging) er et eksperiment, der måler afstanden fra Månen til Jorden vha. laser. En laser på Jorden er rettet mod en tidligere placeret refleks på Månen og idet man kender lysets hastighed meget præcist, kan man beregne afstanden når laserstrålen returneres til Jorden. Afstanden er blevet målt med stigende præcision i mere end 35 år. Resultaterne viser at Månen fjerner sig med 3,8 cm om året.
Lunar Laser Ranging blev anbragt af astronauter på Apollo 11, 14 og 15. Eksperimentet er det eneste, der stadigvæk kører.